# ウィル・シャープ
ウィリアム・トモモリ・フクダ・シャープ（英語: William Tomomori Fukuda Sharpe、福田知盛 1986年9月22日 - ）は、イギリスの俳優、脚本家、映画監督。テレビ、映画、舞台の分野で幅広く活動しており、特に『Giri/Haji』や『フラワーズ』、『ルイス・ウェイン 生涯愛した妻とネコ』などで知られる。母は日本人、父は英国人であり、日本語も話せる。

## 略歴
ロンドンで生まれ、幼少期の8年間を日本の東京で過ごす。その後イギリスに戻り、ウィンチェスター・カレッジを経てケンブリッジ大学で古典学を専攻。在学中には名門コメディグループ「フットライツ」の会長を務めた。

## キャリア
2009年から2010年にかけて、BBCの医療ドラマ『カジュアルティ』でユキ・リード役を演じた。
2011年、映画『ブラック・ポンド』をトム・キングスリーと共同で監督・脚本・主演し、BAFTA新人賞にノミネートされた。
2016年から2018年には、チャンネル4のテレビドラマ『フラワーズ』で脚本・監督・主演を務めた。
2019年、BBC Twoの『Giri/Haji』でロドニー・ヤマグチ役を演じ、2020年に英国アカデミー賞（BAFTA）助演男優賞を受賞。
2021年には、ベネディクト・カンバーバッチ主演の映画『ルイス・ウェイン 生涯愛した妻とネコ』で監督・脚本を担当した。また同年、スカイ・アトランティックのミニシリーズ『ランドスケーパーズ』でも監督を務めている。
2022年には、HBOドラマ『ホワイト・ロータス』シーズン2でイーサン・スピラー役を演じ、プライムタイム・エミー賞助演男優賞にノミネートされた。

## フィルモグラフィ

### 映画
- ブラック・ポンド（2011年） - 監督・脚本・主演
- ザ・ダークネスト・ユニバース（2016年） - 監督・脚本・主演
- ルイス・ウェイン 生涯愛した妻とネコ（2021年） - 監督・脚本
- ア・リアル・ペイン（2024年） - 出演
- エマニュエル（2024年） - 出演
- Crying in H Mart（公開時期未定） - 監督（予定）

### テレビ
- カジュアルティ（2009年–2010年、BBC） - ユキ・リード役
- フラワーズ（2016年–2018年、Channel 4） - 脚本・監督・出演（シュン役）
- Giri/Haji（2019年、BBC Two） - ロドニー・ヤマグチ役
- ランドスケーパーズ（2021年、Sky Atlantic） - 監督
- ホワイト・ロータス（2022年、HBO） - イーサン・スピラー役
- アマデウス（公開予定、Sky） - 主演（モーツァルト役）
- Too Much（公開予定、Netflix） - 主演（メーガン・ステイラーと共演）[8]

## 受賞歴
2020年
- 英国アカデミー賞（BAFTA）テレビ部門 助演男優賞 – 『Giri/Haji』[9]

2022年
- プライムタイム・エミー賞 ドラマ部門 助演男優賞 ノミネート – 『ホワイト・ロータス』[10]

2023年
- プライムタイム・エミー賞 ドラマ部門 助演男優賞 ノミネート – 『ホワイト・ロータス』[11]

## 私生活
2009年から女優のソフィア・ディ・マルティノと交際しており、2人の子どもがいる。
彼は双極性障害II型を患っていると公表しており、その経験は『フラワーズ』などの作品に影響を与えていると語っている。
兄のアーサー・シャープは作曲家で、ウィルの作品にも楽曲を提供している。